# Sozialgericht Köln
Das Sozialgericht Köln ist ein Gericht der Sozialgerichtsbarkeit. Das Gericht ist eines von acht Sozialgerichten in Nordrhein-Westfalen und hat seinen Sitz in Köln.

## Gerichtsgebäude
Das Gerichtsgebäude des Sozialgerichts Köln befindet sich in der Blumenthalstraße 33.

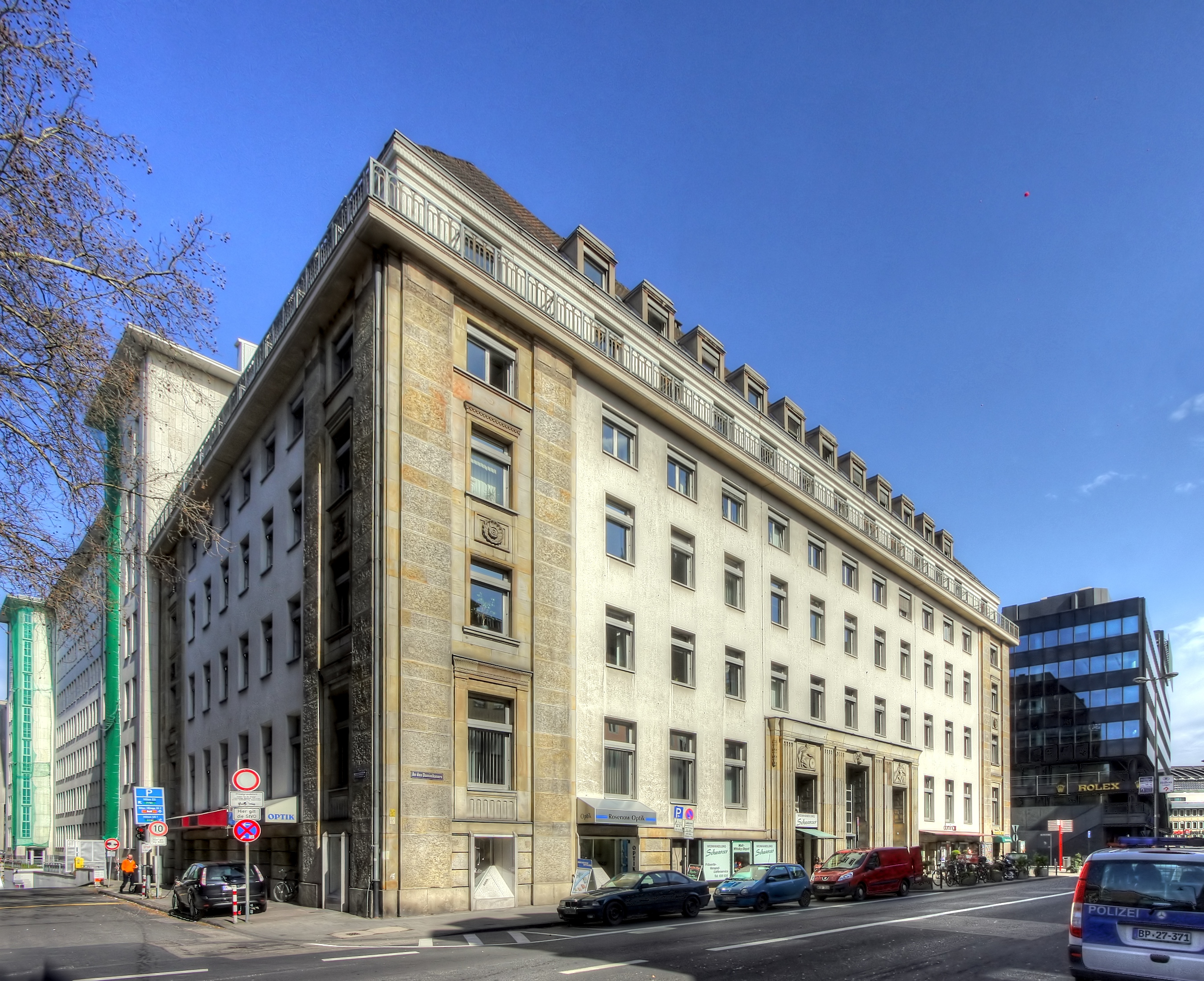
Sozialgericht Köln

## Gerichtsbezirk  und übergeordnete Gerichte
Das Sozialgericht Köln ist örtlich für die Städte Köln und Bonn, den Oberbergischen Kreis, den Rheinisch-Bergischen Kreis, den Rhein-Sieg-Kreis, den Rhein-Erft-Kreis und den Kreis Euskirchen zuständig. Es hält in Bonn, Euskirchen, Gummersbach und Siegburg Gerichtstage ab. Die sachliche Zuständigkeit ergibt sich aus dem Sozialgerichtsgesetz.
Auf Landesebene ist das Landessozialgericht Nordrhein-Westfalen in Essen das übergeordnete Gericht. Diesem ist wiederum das Bundessozialgericht in Kassel übergeordnet.